# Japalura andersoniana
Espèce
Japalura andersoniana est une espèce de sauriens de la famille des Agamidae.

## Répartition
Cette espèce se rencontre en Assam et en Arunachal Pradesh en Inde, au Bhoutan et au Tibet en République populaire de Chine.

## Description
L'holotype de Japalura andersoniana mesure 119 mm, queue comprise.

## Étymologie
Cette espèce est nommée en l'honneur de John Anderson qui a reconnu qu'il s'agissait d'une nouvelle espèce sans toutefois lui donner un nom ni en faire la description.

## Publication originale
- Annandale, 1905 : Contributions to Oriental Herpetology. Suppl. II. Notes on the Oriental lizards in the Indian Museum, with a list of the species recorded from British India and Ceylon. Journal and Proceedings of the Asiatic Society of Bengal, sér. 2, vol. 1, p. 81-93 (texte intégral).